# Cariboptila soltera
Cariboptila soltera är en nattsländeart som beskrevs av Lazar Botosaneanu 1977. Cariboptila soltera ingår i släktet Cariboptila och familjen stenhusnattsländor. Inga underarter finns listade i Catalogue of Life.